# 無体財産権
無体財産権（むたいざいさんけん）とは、知的財産権ともいう。

## 経済法と無体財産権
従来の狭義のいわゆる知的財産法の範疇には、保護規定を主眼としてきたため、経済法(Wirtschaftsrecht)を含まない。そうした関係上、有体財産権を保護する法体系に対し、無体財産権を保護する概念として古くから存在した。こうした従来の狭義の知的財産権に加え、経済法(Wirtshaftsrecht)の重要性の概念を重視した広義の「知的財産」に属する法律領域全域を指称するのが、現在のいわゆる「知的財産権」というものであり、それには、反トラスト法をはじめ経済法(Wirtschaftsrecht)の範疇に属する独占禁止法を含むものである。つまり、従来の保護規定の視点を越えた形で、経済学原理を規準にし、競業の定義をその基幹におく。
私的独占と不当な取引制限を知的財産法の領域に含めた法律領域であり、競業制限、価格固定、市場配分、割当配当、販売・割戻の調整規定、カルテル協定、水平的競業制限、それに対する、経済統制などの垂直的競業制限、特許権・商標権・著作権・意匠権の実施許諾、パブリクドメイン、そして共同行為による取引拒絶・不買同盟・ボイコット、差別的取引、企業団体からの排除、アウトサイダー取引、そして流通に係る慣習法、政府による司法審査、不正競争防止法、独占禁止法に対する規律と救済、訴訟手続、民事救済、排除措置、刑事制裁、国際民事訴訟法、EC競業法、ローマ条約第85,86～94条の法域、欧州鉄鋼共同体（ECSC）条約、欧州原子力共同体（EURATOM）条約、GATT（関税及び貿易に関する一般協定）その他これらに類似する国際協定、集中排除法等の法律領域を従来の「知的財産法」の法的領域に加える法律範疇である。

## 無体財産権と知的所有権
なお、民法上の所有権 の概念とは、法令の制限内において客体（有体物）を、自由に使用・収益・処分できる権原であるが、この考え方と同様に、無体物に対して、所有権に類似する排他的な支配を可能とする所有権、無体物の所有権（知的所有権）として、特許権・実用新案権・意匠権・商標権・著作権・育成者権・回路配置利用権等の権利がある。しかしながら、不正競争防止法等の行為規制による保護の対象である営業秘密・著名標識・キャラクター・商品形態・ドメイン・地理的表示などの無体財産権は、この所有権の対象には含まれないことから、「無体財産権」は、所有権の概念を拡張した「知的所有権」の概念よりも広い概念を内包するものである。

## 独占禁止法第21条と知的財産権の関係
市場の独占を排斥する独占禁止法と、一定の知的財産権に基づいて排他的な独占を認める知的財産諸法の間には、ある意味での対立が存在している。そのため独占禁止法 第21条には、調整規定として「この法律の規定は、著作権法 、特許法 、実用新案法 、意匠法 又は商標法 による権利の行使と認められる行為にはこれを適用しない」の規定が設けられている 。知的財産権保護の保護機能の適用限界を考える上で、この同条文の運用が参考になるものである。
独占禁止法上の理解では、特許法等、これら知的財産権による権利の行使とみられるような行為であっても、それが市場における競争秩序に影響を与え、知的財産権保護の各制度の趣旨（たとえば特許法においては、発明等を奨励すること等の目的）を逸脱し、または同制度の目的に反すると認められる場合には、「権利の行使と認められる行為」とは評価されない。
また、営業秘密・ノウハウ（顧客情報、営業上の秘訣、実験データ、臨床データなどの財産情報、技術に関する有用な秘密情報）に関しては、直接的に排他的な権利が発生するわけではないため、この同21条の考え方が全く同様に適用されるわけではないが、顕著に競争制限的なライセンス形態を有さず、適正な範囲内での営業秘密・ノウハウの流通を行うのであれば、特許法等と同様に考えることで特に問題はない。

## 権利濫用（パテント・ミスユース）の法理
独占禁止法は反トラスト法であるが、米国の特許法の世界においては、反トラスト法に似た法理として、権利濫用(パテント・ミスユース：Patent Misuse)の法理が存在する。これは、特許権者が、その独占力を最大化するために、第三者の取引を制限したり、公共の利益に著しく反するように特許権を利用することは、権利濫用に該当するという法理であり、主に1930年代のアンチパテントの時代に確立されてきた法理である。